# Viradouro (kommun)
Viradouro är en kommun i Brasilien.   Den ligger i delstaten São Paulo, i den sydöstra delen av landet, 600 km söder om huvudstaden Brasília. Antalet invånare är 17 307.
Följande samhällen finns i Viradouro:
- Viradouro

Trakten runt Viradouro består till största delen av jordbruksmark. Runt Viradouro är det ganska tätbefolkat, med 96 invånare per kvadratkilometer.